# Polynema auricorpus
Polynema auricorpus is een vliesvleugelig insect uit de familie Mymaridae. De wetenschappelijke naam is voor het eerst geldig gepubliceerd in 1917 door Girault.